# 一色範風
一色 範風（いっしき のりかぜ）は、江戸時代前期の旗本。式部一色家当主。
大和国小泉藩主片桐貞隆の三男。養父・一色範視の後妻が範風の姉妹であった縁で範視の養子となる。慶安3年（1650年）に養父の死去に伴って家督を相続し、石高2000石を継承する。
明暦3年（1657年）に死去した。実子範長が家督を相続した。